# Салома (опера)
Салома је трагична опера у једном чину немачког композитора Рихарда Штрауса. Сматра се његовом првом зрелом опером. Либрето је написао сам композитор према немачком преводу драме Оскара Вајлда Салома (разлике између овог превода и либрета су веома мале, а огледају се највише у томе што је Штраус избацио неке делове).
Опера је премијерно изведена у Дрездену, 9. децембра 1905, а дириговао је Ернст фон Шух.
Уз Штраусову следећу оперу, Електру, Салома представља Штраусов највећи успех у музичком модернизму. Композитор овде веома вешто користи атоналност и дисонанцу. Након Електре, Штраус напушта радикални модернизам и пише нешто конзервативније.
Опера је изазвала велику контроверзу након своје премијере, чак и више него драма. Представљање изопачене сексуалности и убиства у библијској причи запањило је публику. Салома је морала да прође цензуру пре него што је премијера изведена, а чак и тада је наилазила на оштро противљење и протесте.
Критичар Њујорк трибјуна Хенри Кребиел написао је како је Салома „оставила слушаоце да гледају једни у друге исколачених очију и скршених нерава“. Упркос томе, опера је била веома успешна и изведена током наредне две године у преко педесет позоришта.
У опери се истиче Саломин „Плес седам велова“, који се данас изводи и као концертна тачка.

## Лица
- Ирод, тетрарх јудејски, тенор.
- Иродијада, његова жена, мецосопран.
- Салома, Иродијадина кћер, сопран.
- Јоханан, баритон.
- Наработ, заповедник страже, тенор.
- Иродијадин паж, алт.
- Пет Јевреја, четири тенора и бас.
- Два Назарећанина, бас и тенор.
- Два војника, басови.
- Кападокијац, бас.
- Роб, сопран или тенор.
- Гости, пратња, слуге, војници.

## Синопсис
Сцена се отвара на тераси обасјаној месечином крај дворане где тетрарх Ирод приређује гозбу. Јован Крститељ, зван Јоханан у драми, затворен је у цистерни под надзором Наработа, заповедника страже. Тетрарх је Јоханана затворио јер је овај говорио против Иродовог брака са Иродијадом, женом његовог брата, али не жели да га погуби јер га сматра Божјим човеком.
Опера нема увертиру, већ нас одмах увлачи у драму Наработовом изјавом како је принцеза Салома прелепа те веречи. Иродијадин паж га упозорава да би нешто ужасно могло да се деси ако настави да буљи у њу. Војници слушају Јохананове повике о томе како долази један који је моћнији од њега.
Из дворане излази шеснаестогодишња принцеза Салома, побегавши од погледа свог очуха Ирода, и изјављује како он не би смео тако да је гледа. Диви се „чедној лепоти“ Месеца и изражава своје гнушање према Јеврејима и Римљанима, као и према чудном пророку у бунару који стално проклиње њену мајку. Јохананови повици је интигирају и она тражи од Наработа да јој га доведе. Наработ не жели да се противи Иродовој забрани да ико разговара са пророком, али Салома не одустаје од своје жеље и понавља захтев, овај пут флертујући. Заљубљени Наработ више не може да издржи и наређује да изведу Јоханана пред принцезу.
Јоханан излази, проклињући Ирода и Иродијаду и проричући им злу судбу. Салому ужасавају његове изјаве, али га истовремено налази необично привлачним, изјављујући како је сигурна да је пророк „чедан као Месец“. Јоханану се обраћа мешајући комплименте и клетве, молећи га да јој дозволи да му додирне тело и косу. Када Салома, као у трансу, затражи Јоханану да му пољуби усне, од љубоморе излудели Наработ се убија, што она не примећује. Јоханану, који је све време тера од себе, Салома је гадна и напослетку је назива кћери содомском и вавилонском. Говори јој како у палати већ чује махање крила анђела смрти и како на свету постоји само један који Салому може спасити (мислећи на месију), а када му опчињена девојка поново затражи да га пољуби, пророк је проклиње и враћа се у свој затвор.
Стижу Ирод, Иродијада, њихова пратња и гости. Ирод је дошао тражећи Салому. Изненађен је када види Наработов леш и наређује да га однесу. Тетрарха опседају чудни призори и чини му се да чује звук махања огромних крила. Тражи да му се сипа вино и среће пажњу на Салому, упркос Иродијадиним протестима да не сме да буљи у њену кћер. Иродијада оптужује свог мужа да се плаши Јоханана, те не сме да га преда Јеврејима, који неуморно моле да га добију, називајући га богохулником. Два Назарећанина изјављују како је Јоханан уистину Божји човек, како је месија већ стигао и како болесне лечи, а мртве враћа у живот, што је за Ирода ужасна помисао.
Док се Иродијада жали на Јохананове увреде, Ирод захтева од Саломе да му игра. Она пристаје тек кад јој Ирод обећа да ће јој као награду дати шта год му затражи, чак и до пола свог краљевства. Салома одигра „Плес седам велова“ (назван тако јер Салома, плешући, скине сваки од својих седам велова, остајући гола или полугола на крају традиционалних извођења), али њена жеља није пола краљевства, већ, на Иродов ужас, Јохананова глава на сребрном тањиру. Иродијаду ово одушевљава, а Ирод очајно покушава да наговори Салому да тражи неку другу награду, нудећи јој драго камење, стотину белих паунова, па чак и свети застор из Храма. Салома је непоколебљива, а Ирод сломљено наређује да јој се да оно што жели. Иродијада брзо скида „прстен смрти“ са руке ошамућеног Ирода и предаје га џелату, црнцу Намаану.
Салома узбуђено посматра џелата како силази у бунар и чека док обави посао; изражава чуђење што Јоханан ћути пред смрћу. Када чује како нешто пада на земљу, помисли да је џелат у страху од Јоханана испустио мач и падне у хистерију, захтевајући од тетраха, пажева и војника да сиђу у бунар и донесу јој главу. Тада се, међутим, из бунара помаља огромна црна рука, носећи, на штиту, пророкову главу, коју Салома екстатично зграба и обраћа се крвавом месу у дугом монологу пожуде. Напослетку, осветљена зраком месечине, принцеза љуби мртве усне.
Ирод, престрављен болесном опсесијом своје усвојене кћери, изјављује Иродијади како је Салома чудовишна и крене да се врати у палату. Салома, глува и слепа за све што се дешава око ње, диви се чињеници да „љубав има горак укус“ и Јоханановој глави победоносно изјављује како му је пољубила усне. Ирод се окреће и нареди стражарима да је убију. Они похитају и згроме Салому својим штитовима док завеса брзо пада.